# Протозойные инфекции
Протозойные инфекции, или протозоозы (лат. protosooses) — инфекции, вызываемые паразитическими простейшими.
Простейшие вызывают у человека, домашних и промысловых животных тяжёлые болезни. 
Известно около 50 видов простейших, вызывающих болезни у человека. Поражение населения протозойными инфекциями очень высокое. 
Простейшие паразитируют в различных органах и тканях: в крови, кишечнике, ЦНС, печени, лёгких и т.д.
Возбудители передаются человеку алиментарным путём, через членистоногих переносчиков, половым путём.

## Протозойные инфекции человека
- Амёбиаз
- Бабезиоз
- Балантидиаз
- Болезнь Шагаса
- Изоспороз
- Кокцидиоз
- Криптоспоридиоз
- Лейшманиоз
- Лямблиоз
- Малярия
- Саркоцистоз
- Сонная болезнь
- Токсоплазмоз
- Трихомониаз